# Tilman Singer
Pour les articles homonymes, voir Singer.
Tilman Singer, né le 12 novembre 1988 à Leipzig (Allemagne), est un réalisateur et scénariste allemand.

## Filmographie partielle
Comme réalisateur et scénariste

### Au cinéma
- 2015 :  The Events at Mr. Yamamoto's Alpine Residence  (court métrage)
- 2016 :  El Fin Del Mundo  (court métrage)
- 2018 : Luz (en)
- 2024 : Cuckoo

## Récompenses et distinctions
- (en) Tilman Singer: Awards, sur l'Internet Movie Database